# Corícides
Corídices, na mitologia grega, eram musas que habitavam o monte Córico, e que eram filhas de Pleisto.